# 苏克孙
苏克孙（羅馬化：Suksun）是俄罗斯彼尔姆边疆区的市级镇、苏克孙区行政中心及规模最大聚居地，地处彼尔姆边疆区东南部，位于卡马河流域瑟尔瓦河一支流苏克孙奇克河（Суксунчик）畔，在边疆区首府彼尔姆东南方。
连接彼尔姆与叶卡捷琳堡的R242公路从该镇附近经过。最近的火车站是西北方的昆古尔站。
镇名来自于河流名，来自鞑靼语，意为“冷水”。该地2022年人口有7,881人；2010年人口8,022；2002年人口8,495；1989年人口8,882。